# Phaps
Phaps és un gènere d'ocells de la família dels colúmbids (Columbidae) nativa d'Austràlia.
El gènere va ser introduït el 1835 pel naturalista anglès Prideaux John Selby amb el colom bronzat (Phaps chalcoptera) com a espècie tipus. El nom del gènere Phaps (φάψ) és la paraula del grec antic per designar un colom salvatge.

## Taxonomia
Segons la Classificació del Congrés Ornitològic Internacional (versió 14.2, 2024) aquest gènere està format per tres espècies:
- Colom bronzat (Phaps chalcoptera).
- Colom bronzat arlequí (Phaps histrionica).
- Colom bronzat elegant (Phaps elegans).